# 阿爾貝特·馬特
阿爾貝特·馬特（德語：Albert Marth，1828年5月5日—1897年8月5日），在英格蘭及愛爾蘭工作的德國天文學家。
阿爾貝特·馬特在1828年出生于普鲁士波美拉尼亚省的科尔贝格，成年后前往柏林大学学习神学，其后他对天文学和数学的兴趣促使他转往柯尼斯堡大学，在克里斯蒂安·奧古斯特·弗里德里希·彼得斯的指导下学习天文学。
1853年，他到了英格蘭為喬治·畢曉普工作。當時他是一名高價酒商人也是天文學的愛好者。那時，一份受薪的天文學工作是很罕有的。
後來，到了馬爾他擔任英國天文學家威廉·拉塞爾的助手，並且發現了600個星雲和其中一顆早期的小行星－安菲特裡忒。
及後，他在愛爾蘭的馬克里天文台擔任第二任台長。他並為太陽系製作非常詳細的星曆表，為每個行星計算子午儀。
在月球及火星上的撞擊坑都為他而命名。